# Jessica Göpner
Jessica Göpner (* 11. Dezember 1990 in Berlin) ist eine deutsche Volleyball- und Beachvolleyballspielerin.

## Karriere Halle
Göpner begann ihre Karriere beim Nachwuchs des Köpenicker SC. Später spielte die Libera beim TSV Rudow 1888. 2009 kehrte sie zum Köpenicker SC zurück, mit dem sie bis 2017 in der Bundesliga antrat.

## Karriere Beach
Ihre ersten Turniere im Sand absolvierte Göpner 2006 mit Pia Riedel. Das Duo belegte 2007 den dritten Rang bei der deutschen U18-Meisterschaft. Zwei Jahre später gelang Riedel/Göpner der Titelgewinn im U20-Wettbewerb.